# Pygatyphella
Pygatyphella is een geslacht van kevers uit de familie glimwormen (Lampyridae). Het geslacht werd voor het eerst wetenschappelijk beschreven in 1968 door Ballantyne.

## Soorten
- Pygatyphella eliptaminensis (Ballantyne, 1968)
- Pygatyphella huonensis (Ballantyne, 1968)
- Pygatyphella ignota (E. Olivier, 1911)
- Pygatyphella japenensis Ballantyne in Ballantyne and Lambkin, 2009
- Pygatyphella karimui Ballantyne in Ballantyne and Lambkin, 2009
- Pygatyphella kiunga Ballantyne in Ballantyne and Lambkin, 2009
- Pygatyphella marginata (Ballantyne, 1968)
- Pygatyphella nabiria Ballantyne in Ballantyne and Lambkin, 2009
- Pygatyphella obsoleta (E. Olivier, 1911)
- Pygatyphella okapa Ballantyne in Ballantyne and Lambkin, 2009
- Pygatyphella peculiaris (E. Olivier, 1909)
- Pygatyphella pulcherrima (Ballantyne, 1968)
- Pygatyphella tagensis (Ballantyne, 1968)
- Pygatyphella tomba Ballantyne in Ballantyne and Lambkin, 2009
- Pygatyphella uberia Ballantyne in Ballantyne and Lambkin, 2009
- Pygatyphella undulata (Pic, 1929)
- Pygatyphella wisselmerenia Ballantyne in Ballantyne and Lambkin, 2009